# ازدواج (فیلم ۱۹۶۲)
ازدواج (به هندی: Shaadi) فیلمی محصول سال ۱۹۶۲ و به کارگردانی کریشان-پانجو است. در این فیلم بازیگرانی همچون درمندرا، مانوج کومار، سایرا بانو، بالراج ساهنی، لیلا میشارا ایفای نقش کرده‌اند.